# Pijany jak Polak
Pijany jak Polak (fr. dawniej saoul comme un Polonais, obecnie soûl comme un Polonais lub ivre comme un Polonais) – popularne powiedzenie francuskie. Oznacza kogoś, kto mimo spożycia większej ilości alkoholu zachowuje sprawność fizyczną i trzeźwe myślenie, czyli człowieka z tzw. „mocną głową”, ewentualnie kogoś, kto charakteryzuje się nadprzeciętną odwagą i brawurą. Pierwotne znaczenie o zabarwieniu neutralnym, czy nawet odnośnie do niektórych sytuacji pozytywnym, zostaje w miarę upływu czasu (wraz z zapomnieniem etymologii zwrotu), zastępowane często bardziej dosłownym, jako określenie mocno pijanej osoby (w znaczeniu polskiego „pijany jak bela”).

## Geneza

„Somosierra”, obraz Januarego Suchodolskiego

Znane są co najmniej trzy wersje pochodzenia powiedzenia, chociaż wszystkie wiążą się z postawą polskich żołnierzy w czasie wojen napoleońskich.
- Rozkaz szarżowania wąwozu na przełęczy Somosierra (1808) wywołał wśród generałów otaczających cesarza tak wielkie zdumienie, że jeden z nich miał powiedzieć: Trzeba być pijanym, by taki rozkaz wydać i trzeba być pijanym, by go wykonać. Według innej tradycji słowa te brzmiały: Trzeba być pijanym, by wykonać taki rozkaz. Wydaje się, że uwaga generała w pierwszym brzmieniu jest mało prawdopodobna ze względu na osobę wydającą rozkaz. Gdy po zwycięskiej szarży Napoleon dowiedział się o tych słowach, miał powiedzieć: Chciałbym, żeby wszyscy moi żołnierze byli pijani jak ci Polacy[3].
- Po jednej z bitew z hiszpańskimi powstańcami żołnierzom wydano dodatkowe racje alkoholu. W nocy na niezapowiedzianą inspekcję oddziałów przyjechał Napoleon ze sztabem. Ogłoszono alarm, zaczął się koszmarny bałagan. Jedynie oddziały polskie stanęły natychmiast w należytym porządku do przeglądu, pozdrawiając wodza: Niech żyje cesarz! Bonaparte, zwracając się do sztabu, powiedział: Życzyłbym sobie, aby każdy żołnierz mojej armii był zawsze pijany jak Polak.
- Po bitwie pod Frydlandem (1807) zarządzono odpoczynek. Nastąpiło rozluźnienie dyscypliny. Pijaństwo trwało podobno trzy dni. Niespodziewanie Rosjanie rozpoczęli kontratak. Okazało się, że jedynie oddziały polskie były w stanie brać udział w walce. Udało im się powstrzymać nieprzyjaciela i osłonić resztę niezdolnej na razie do boju armii. Napoleon miał w rozkazie dziennym następnego dnia napisać: Jeżeli już macie pić, to pijcie jak Polacy. W bitwie pod Frydlandem brali udział Wielkopolanie dowodzeni przez Jana Henryka Dąbrowskiego.